# 니비타시

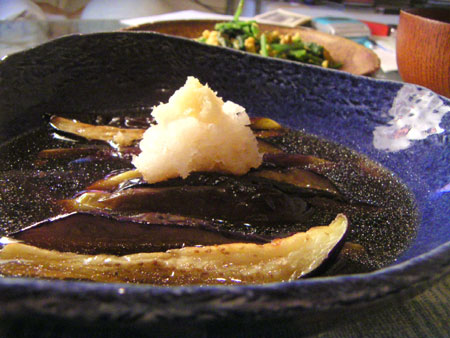
가지 니비타시

니비타시(일본어: 煮びたし)는 채소, 말린 식품, 구운 민물 고기 등을 초간장에 무르게 조린 요리이다. 간장과 미림 등으로 옅은 맛을 낸 국물을 냄비에 붓고, 재료를 그대로 넣거나 튀김과 유부, 말린 새우 등과 함께 넣고 약한 불로 조린 뒤 식혀 만든다. 주요 재료로는 다음을 들 수 있다.
- 소송채 (국거리 채소의 일종), 청경채, 양배추 등 잎이 많은 채소. 불에 데우다 보면 식감도 사라지고 색깔도 이상해지므로 너무 익히지 않도록 주의해야 한다. 시금치는 니비타시에는 그다지 어울리지 않는다.
- 콩나물
- 가지. 껍질을 깐 채 그대로 튀기고 국물에 담근 것을 니비타시라 부르기도 한다.
- 은어. 구은 은어에 육수를 듬뿍 머금도록 끓인다. 우메보시를 넣기도 한다.

국물에 조린다는 점에서는 일본 특유의 조림 요리와 비슷하지만, 장시간 끓이지 않고 채소의 식감이 남도록 옅은 국물에 가볍게 삶는 개념이다. 이 때문에 무처럼 국물맛을 완전히 품는 종류의 야채는 사용하지 않는다.